# Luka (Bosansko Grahovo)
Luka es un pueblo ubicado en el municipio de Bosansko Grahovo, en el cantón 10, Bosnia y Herzegovina.

## Superficie
Posee una superficie de 54,12 kilómetros cuadrados.

## Demografía
Hasta 2013 la población era de 60 habitantes, con una densidad de población de 1,1 habitantes por kilómetro cuadrado.